# 고고도 풍선
고고도 풍선(high-altitude balloon)은 일반적으로 헬륨이나 수소로 채워져 성층권으로 방출되는 고정되지 않은 풍선으로 일반적으로 해발 18~37km(11~23마일, 59,000~121,000피트)에 도달한다. 2013년에는 BS 13-08이라는 풍선이 53.7km(33.4마일, 176,000피트)라는 기록적인 고도에 도달했다.
가장 일반적인 유형의 고공 풍선은 기상 관측 기구(웨더 볼룬)이다. 다른 목적으로는 상층 대기에서의 실험을 위한 플랫폼으로 사용하는 것이 있다. 최신 풍선에는 일반적으로 무선 송신기, 카메라 또는 GPS 수신기와 같은 위성 항법 시스템과 같은 전자 장비가 포함되어 있다. 애호가들은 사용 용이성, 저렴한 가격 및 광범위한 상품화로 인해 기상 관측 기구를 자주 구매한다.
이 풍선은 암스트롱 한계(해발 18~19km(11~12마일)) 사이의 지구 대기 영역으로 정의된 "우주 근처"로 정의된 공간으로 발사된다. 여압 슈트와 비행을 유지하기 위해 천체 역학이 공기 역학을 대신해야 하는 카르만선(해발 100km(62마일)) 없이는 생존할 수 없다.
GPS 및 통신 장비의 가격이 저렴하기 때문에 고고도 열기구 비행은 인기 있는 취미이며 UKHAS와 같은 조직은 페이로드 개발을 지원한다.

## 같이 보기
- 항공 사진
- 정지 궤도
- 룬 (기업)
- 레드불 스트라토스
- 핵 전자파 펄스